# Oberkemmerich
Oberkemmerich ist eine Ortschaft von Wipperfürth im Oberbergischen Kreis im Regierungsbezirk Köln in Nordrhein-Westfalen (Deutschland). Die Ortschaft gehört zum Ortsteil Agathaberg.

## Lage und Beschreibung
Oberkemmerich liegt im Süden des Stadtgebietes von Wipperfürth an der Grenze zu Lindlar. Nachbarorte sind Niederkemmerich, Dörrenbach (Wipperfürth), Stüttem, Fähnrichstüttem, Vordermühle und Klemenseichen.
Politisch wird der Ort durch den Direktkandidaten des Wahlbezirks 14.1 (141) Agathaberg im Rat der Stadt Wipperfürth vertreten.

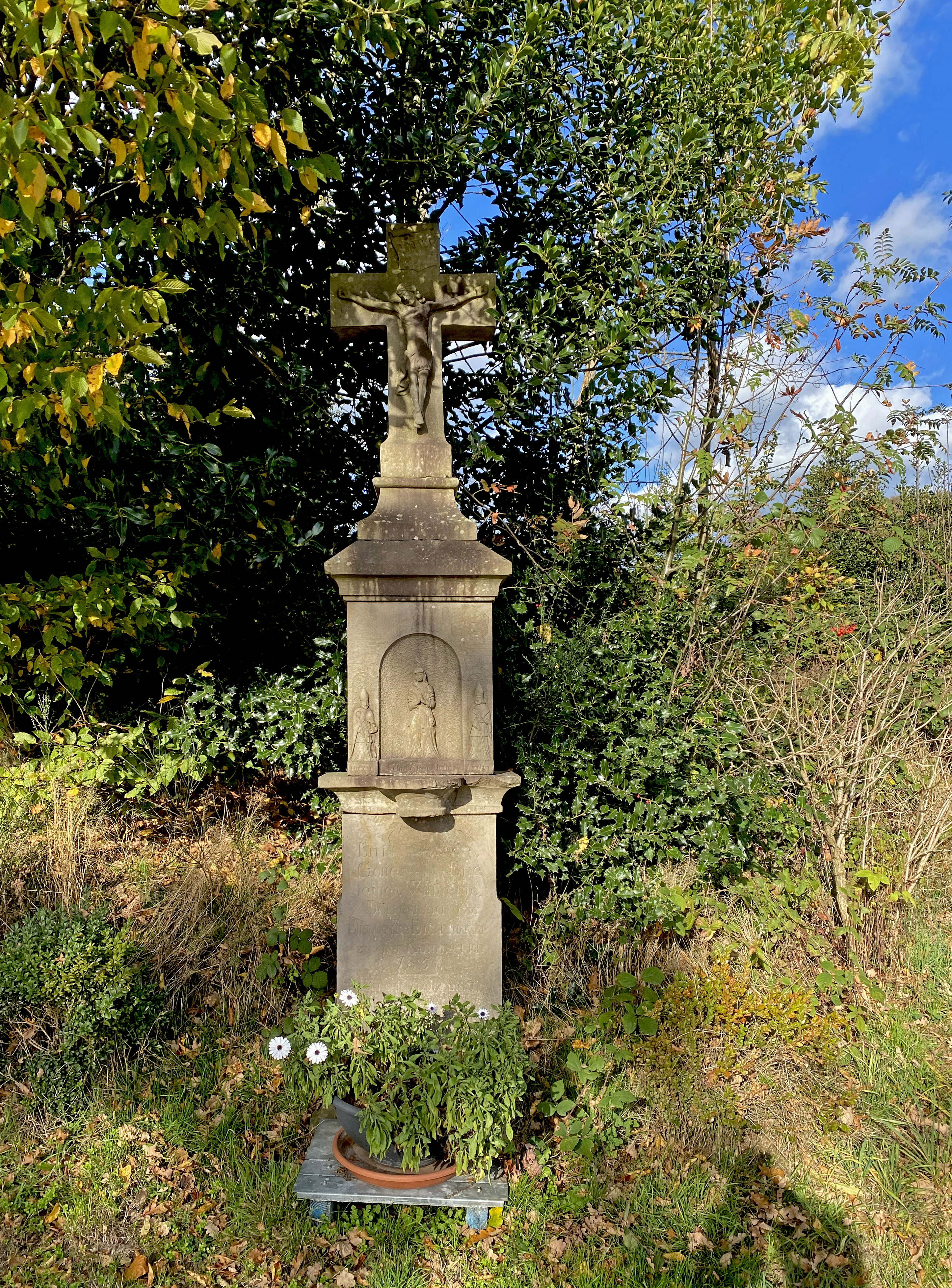
Wegekreuz (1858)

## Geschichte
1378 wurde der Ort erstmals urkundlich mit der Ortsbezeichnung Kemeringe erwähnt. In einer Urkunde aus dem Archiv der Kirchengemeinde St. Nikolaus Wipperfürth steht geschrieben: „Hartmannus de Kemeringe, Schöffe in Wipperfürth, fungiert als Zeuge bei einer Rentenverschreibung.“ Die historische Karte Topographia Ducatus Montani aus dem Jahre 1715 zeigt zwei getrennt voneinander liegende Siedlungsbereiche und benennt diese mit „Kamerich“. Auf dem Siedlungsbereich des heutigen Oberkemmerich zeigt diese Karte vier einzelne Höfe.
Am südwestlichen Ortseingang wurde 1858 ein aus Sandstein gefertigtes Wegekreuz errichtet, das unter Denkmalschutz steht. Das Relief im Mittelteil zeigt Maria, flankiert vom Hl. Hubertus und Hl. Nicolaus. Des Weiteren befindet sich im Ort ein ebenfalls unter Denkmalschutz stehender Bildstock, der im selben Jahr errichtet wurde.

## Busverbindungen
Über die Haltestellen Niederkemmerich (Linie 332) und Stüttem (Linie 333) VRS/OVAG ist eine Anbindung an den öffentlichen Personennahverkehr gegeben.